# Những quý cô say xỉn
Những quý cô say xỉn (tiếng Hàn: 술꾼도시여자들, tiếng Anh: Drinker City Women/Work Later, Drink Now) là một bộ phim chiếu mạng dài tập của Hàn Quốc dựa trên tác phẩm Drinker City Women của Mikkang được đăng trên Kakao Webtoon, với sự tham gia diễn xuất của Lee Sun-bin, Han Sun-hwa, Jung Eun-ji và Choi Si-won. Mùa đầu tiên được phát sóng trên TVING gồm 12 tập từ ngày 22 tháng 10 đến ngày 26 tháng 11 năm 2021. Phần thứ hai được phát sóng trên TVING gồm 12 tập từ ngày 9 tháng 12 năm 2022 đến ngày 13 tháng 1 năm 2023.
Mùa đầu tiên được phát sóng lại trên mạng truyền hình tvN từ ngày 3 đến ngày 18 tháng 2 năm 2022, phát sóng thứ Tư và thứ Năm hàng tuần lúc 22:30 (KST) gồm 5 tập.

## Tóm tắt
Bộ phim kể về câu chuyện của ba cô gái có niềm tin vào cuộc sống là một uống ly rượu vào cuối ngày.

## Diễn viên

### Chính
- Lee Sun-bin vai Ahn So-hee[5]

Một nhà văn tham công tiếc việc.
- Han Sun-hwa vai Han Ji-yeon[5]

Một huấn luyện viên yoga ngốc nghếch.
- Jung Eun-ji vai Kang Ji-goo[5]

Một Youtuber
- Choi Si-won as Kang Book-goo[6]

Giám đốc sản xuất giải trí (PD) và làm việc cùng bộ phận với Ahn So-hee.

### Phụ
- Han Ji-hyo vai Se Jin[7]

Một cô gái không hề nhút nhát và có phong cách táo bạo.
- Lee Hyun-jin as Ji-yong

Một anh chàng trẻ đẹp trai bị mắc kẹt trong tầm ngắm của Ji-yeon.
- Lee Soo-min vai So-hyeon
- Yoon Shi-yoon vai Han Woo-Joo/Mr. Nice Paper[9]
- Lee Yoon-ji vai Giáo viên dạy yoga[10]

### Diễn viên khách mời
| Phần 1 - Jung Eun-pyo vai bố của Ahn So-hee - Song Young-jae vai tài xế Taxi - Kim Ji-seok vai Kim Hak Soo - Ha Do-kwon - Leeteuk - Song Jae-rim vai Song Pd - Jo Jung-chi vai bạn trai cũ của Ahn So-hee. - Park Yeong-gyu vai Tổng thống Park - Jung Seok-yong vai quản lý của Ahn So-hee - Shin Hyeon-seung vai bạn trai cũ của Kang Jigu | Phần 2 - Yoo In-young vai Kim Seon-jeong - Son Ho-jun - Jo Yu-ri vai Sieun - Jo Jung-chi vai bạn trai cũ của Ahn So-hee's - Lee Pil-mo vai bố của Han Ji-yeon |

## Tỉ lệ người xem
| Mùa | Mùa | Số tập | Số tập | Số tập | Số tập | Số tập | Trung bình |
| Mùa | Mùa | 1      | 2      | 3      | 4      | 5      | Trung bình |
| --- | --- | ------ | ------ | ------ | ------ | ------ | ---------- |
|     | 1   | 867    | 746    | 688    | 751    | 830    | 476        |

| Tập | Ngày phát sóng ban đầu | Tỷ lệ khán giả trung bình | Tỷ lệ khán giả trung bình |
| Tập | Ngày phát sóng ban đầu | Toàn quốc                 | Seoul                     |
| --- | ---------------------- | ------------------------- | ------------------------- |
| 1 | 3/2/2022               | 3.354% (1st)              | 3.787% (1st)              |
| 2 | 9/2/2022               | 2.967% (2nd)              | 3.865% (1st)              |
| 3 | 10/2/2022              | 2.900% (1st)              | 3.412% (1st)              |
| 4 | 17/2/2022              | 3.103% (2nd)              | 3.272% (3rd)              |
| 5 | 18/2/2022              | 3.321% (1st)              | 3.927% (1st)              |
| Tỉ lệ | Tỉ lệ                  | 3.129%                    | 3.653%                    |
| - Trong bảng trên, số màu xanh đại diện cho xếp hạng thấp nhất và số màu đỏ đại diện cho xếp hạng cao nhất. - Bộ phim truyền hình này được phát sóng trên kênh truyền hình cáp/truyền hình trả tiền thường có lượng khán giả tương đối nhỏ hơn so với truyền hình phát sóng miễn phí/các đài truyền hình công cộng (KBS, SBS, MBC và EBS). |                        |                           |                           |